# 中国科学院烟台海岸带研究所
中国科学院烟台海岸带研究所是中华人民共和国的一所海岸带综合研究机构，是中国科学院的直属研究单位。2006年筹建，2009年12月1日正式成立。